# Britta und Delf
Britta und Delf sind ein deutsches Liedermacher-Duo.

## Werdegang
Britta und Delf gehörten schon Ende der 1960er Jahre zur 2. Generation Liedermacher. Die beiden hatten ihre frühen Auftritte auf den damaligen Berliner Folklore-Bühnen wie dem Go-In, Danny’s Pan und Steve-Club und auf bundesweiten Brettl-Bühnen. Dabei qualifizierten sie sich auch für das Nürnberger Bardentreffen und in vielen Talentshows. Weitere Erfahrungen sammelten sie im Berliner Kabarett Klimperkasten und bei Operettenproduktionen. Für ihre Auftrittsprogramme schrieb Delf die meisten Lieder selbst, aber auch die Musik zu Werken von Fritz Grasshoff, Fred Endrikat, Christian Morgenstern und Heinz Erhardt.
Ab den 1970er Jahren wirkte das Gesangsduo bei vielen Rundfunkproduktionen mit. So unter anderem in der damaligen RIAS-Kaffetafel (RIAS-BERLIN), Hamburger Hafenkonzert (NDR), Zweites Frühstück mit John Hendrik (RIAS-BERLIN), Bremer Funkbrettl (NDR).
Ebenfalls ab den 1970er Jahren wurden auch Fernseh-Sender auf das Gesangsduo aufmerksam und holten die zwei in Sendungen wie: Talentschuppen (ARD/SWF), Früh übt sich (ARD), SFB-Umschau (ARD), Im Krug zum grünen Kranze (ARD/SR), Aktuelle Schaubude (ARD/NDR). Ihr größter Fernsehauftritt war in der beliebten ZDF-Sendung Dalli Dalli mit ihrem Schallplatten-Hit Dann hau doch ab.
1988 bis 1989 sendeten Britta und Delf zwei Jahre lang ihre eigene Fernseh-Show „Was gibt´s Neues“ in 29 Folgen, auf dem Berliner Fernsehkabelkanal: Berliner Mischkanal SK10. Dafür gründeten sie 1988 eine eigene Videoproduktion und erhielten dafür eine befristete Sendelizenz.
Die beiden waren mit ihrer Kamera beim Mauerfall, am 9. November 1989 in Berlin, dabei. So entstanden einmalige Video-Dokumente und Interviews aus dieser Zeit.
Die ersten Schallplattenproduktionen Geh mal aufs Land und Im Himmel wird nicht gejodelt wurden im Sinus-Studio des Erfolgsproduzenten Hans-Ulrich Weigel aufgenommen.
In der Corona-Pandemie-Zeit veröffentlichen die Künstler ihre CD: Britta & Delf SONGS Vol.1 - Label: Stern Musik LC93099 mit 4 Songs aus der Feder von Delf Stern als EP-CD.
Britta und Delf sind bis heute als Liedermacher, Chansonsänger, Schlager- und Stimmungs-Duo und Discjockeys in Deutschland aktiv.

## Diskographie
- Geh mal aufs Land
- Eine feine Familie
- Im Himmel wird nicht gejodelt
- Zurück in die Stadt
- Und auf dem Spittelmarkte
- Dann hau doch ab
- Britta & Delf SONGS Vol.1  - Songs, Stern Musik LC93099
- - Song-Titel auf der EP-CD:
- 01 Endlich wieder Sommerzeit (3:31)
- 02 All diese Leute (3:28)
- 03 Du denk doch mal daran (2:56)
- 04 Sonnenschein und junges Gras (3:06)

## Publikationen
- DJ Delf Stern: All diese Leute. 2. Auflage. 2008 (1. Auflage 2007; mit 28 Liedertexten zum Schmunzeln aus dem Zyklus Delf’s Liederbuchwelt).
- CD-Produktion 05/2020: Britta & Delf SONGS Vol.1 (Registriert im Deutschen Musikarchiv DNB der Deutschen Nationalbibliothek)